# Trypanosoma suis
Trypanosoma suis – kinetoplastyd z rodziny świdrowców należący do królestwa protista. Wywołuje u świń zachorowania kończące się przy formie ostrej śmiercią w ciągu kilku dni. Okres inkubacji choroby to około tygodnia. Jest przenoszony przez muchy z rodzaju tse-tse takie jak: Glossina brevipalpis oraz Glossina vanhofi.
Występuje na terenie Afryki.